# Venturi 300 Atlantique
Der Venturi Atlantique ist ein Pkw-Modell des französischen Fahrzeugherstellers Venturi. Das Coupé wurde von 1996 bis 2001 in einer Kleinserie von weniger als 200 Einheiten produziert. Der Atlantique stellt den Nachfolger des Venturi 260 LM dar. Zu seinen Konkurrenten gehörten der Lotus Esprit sowie der Porsche 911 des Typ 993. Trotz guter Testergebnisse und etlichen gewonnenen Vergleichstest wurde der Atlantique nicht vom Publikum angenommen und führte zu keinem kommerziellen Erfolg. Wie Renault zuvor mit dem GTA stellte Venturi die Produktion eines Sportwagens aus Frankreich wieder ein.

## Technische Daten
| Venturi Atlantique 300:      | Daten                                       |
| ---------------------------- | ------------------------------------------- |
| Motor:                       | 6-Zylinder-Turbomotor mit Bi-Turboaufladung |
| Hubraum:                     | 2987 cm³                                    |
| Bohrung × Hub:               | 93 × 70,4 mm                                |
| Leistung:                    | 227 kW (310 PS) bei 5500/min                |
| Max. Drehmoment:             | 300 Nm bei 5500/min                         |
| Getriebe:                    | 5-Gang-Getriebe, Hinterradantrieb           |
| Radstand:                    | 2500 mm                                     |
| Maße L × B × H:              | 4240 × 1850 × 1180 mm                       |
| Leergewicht:                 | 1400 kg (1350 kg bei Leichtbauversion)      |
| Höchstgeschwindigkeit:       | 275 km/h                                    |
| Beschleunigung 0 – 100 km/h: | 4,9 s                                       |

## Sonstiges
Der 300 Atlantique wurde wie der 400 GT und die Rennversion Atlantique 600 LM in der Rennsimulation Gran Turismo 2 von Sony veröffentlicht.